# 209-я истребительная авиационная дивизия (2-го формирования)
209-я истребительная авиационная дивизия (2-го формирования) (209-я иад) — соединение, дивизия истребительной авиации РККА ВС СССР.

## Наименования дивизии
- 209-я истребительная авиационная дивизия
- 209-я истребительная авиационная дивизия (2-го формирования)
- 7-я гвардейская истребительная авиационная дивизия
- 7-я гвардейская Ржевская истребительная авиационная дивизия
- 7-я гвардейская Ржевская Краснознамённая истребительная авиационная дивизия
- 7-я гвардейская Ржевская Краснознамённая ордена Суворова истребительная авиационная дивизия
- 7-я гвардейская Ржевская Краснознамённая орденов Суворова и Кутузова истребительная авиационная дивизия
- Полевая почта 49676

## История формирования. Боевой путь
Сформирована 10 мая 1942 года на основании Приказа НКО № 0083 от 5 мая 1942 года на базе Управления Военно-Воздушных Сил 39-й армии в Калининской области как 209-я истребительная авиационная дивизия (1-го формирования),
Была расформирована 14 октября 1942 года и заново сформирована в составе корпуса к 15 ноября 1942 года как 209-я истребительная авиационная дивизия (2-го формирования).
Первоначально в неё входили 5-й гвардейский, 521-й истребительные авиаполки и другие части. После сформирования была включена в 3-ю воздушную армию Калининского фронта. Во взаимодействии с другими истребительными авиационными соединениями армии прикрывала войска фронта в ходе оборонительных боёв в районе г. Белый (июль 1942) и в Ржевско-Сычёвской наступательной операции (конец июля — август 1942 года).
В конце ноября-декабря 1942 года дивизия (1-й гвардейский, 12-й, 900-й истребительные авиационные полки и другие части) в составе 3-й воздушной армии прикрывала войска фронта в ходе Великолукской наступательной операции.
В конце декабря 1942 года была передана в 14-ю воздушную армию и в январе 1943 года участвовала в операции по прорыву блокады Ленинграда.
В начале марта возвращена в 3-ю воздушную армию и в её составе принимала участие в Ржевско-Вяземской наступательной операции 1943 года.
В мае в составе 5-й воздушной армии Степного военного округа выполняла задачи по прикрытию аэродромов и оперативных перевозок войск и грузов. В ходе боевых действий к маю 1943 лётчики дивизии произвели свыше 10 тысяч самолёто-вылетов и сбили и воздушных боях более 200 самолётов противника.
За высокое боевое мастерство, отвагу, стойкость и героизм личного состава 1 мая 1943 года была преобразована в 7-ю гвардейскую истребительную авиационную дивизию.
4 мая 1943 года удостоена почётного наименования «Ржевской».
За образцовое выполнение заданий командования при освобождении войсками фронта г.Лида (9 июля 1944 года) дивизия была награждена орденом Красного Знамени (25 июля 1944 года).
За высокое боевое мастерство, проявленное лётным составом в воздушных боях в ходе Нижне-Силезской операции, была награждена орденом Суворова 2-й степени (5 апреля 1945 года).
За отличия в боях при освобождении войсками 4-го Украинского фронта г. Прага (9 мая) была награждена орденом Кутузова 2-й степени (4 июля 1945 года).
В годы войны лётчики дивизии совершили свыше 21 тысяч самолёто-вылетов, уничтожили около 800 самолётов противника.
В послевоенный период входила в состав Центральной группы войск.
Расформирована в январе 1946 года.

## Командир дивизии
| Звание                | Имя                          | Период                                  | Примечание |
| --------------------- | ---------------------------- | --------------------------------------- | ---------- |
| Генерал-майор авиации | Забалуев Вячеслав Михайлович | 10 мая 1942 года — 20 февраля 1945 года |            |

## Присвоение гвардейских наименований
- За высокое боевое мастерство, отвагу, стойкость и героизм личного состава Приказом НКО СССР № 199 от 1 мая 1943 года 209-я истребительная авиационная дивизия переименована в 7-ю гвардейскую истребительную авиационную дивизию.
- За высокое боевое мастерство, отвагу, стойкость и героизм личного состава Приказом НКО СССР № 199 от 1 мая 1943 года 12-й истребительный авиационный полк переименован в 89-й гвардейский истребительный авиационный полк.

## Командиры
- Полковник Забалуев, Вячеслав Михайлович — с 1 мая 1942 года по 1 мая 1943 года.

## Состав дивизии
- 5-й гвардейский истребительный авиационный полк — с 10 мая 1942 года по июль 1942 года. Передан в состав 210-й истребительной авиационной дивизии.
- 521-й истребительный авиационный полк — с 15 мая 1942 года по 14 июня 1942 года. Передан в состав 210-й истребительной авиационной дивизии.
- 21-й истребительный авиационный полк — с 8 июня 1942 года по 27 октября 1942 года. Убыл во 2-й запасной истребительный авиационный полк.
- 193-й истребительный авиационный полк — с 1 июля 1942 года по 27 августа 1942 года. Убыл во 2-й запасной истребительный авиационный полк.
- 1-й гвардейский истребительный авиационный полк — с 20 ноября 1942 года
- 12-й истребительный авиационный полк — с 18 ноября 1942 года по 1 мая 1943 года. Приказом НКО № 199 переименован в 89-й гвардейский истребительный авиационный полк.

## Участие в операциях и битвах
- Ржевская битва:
  - Погорело-Городищенская наступательная операция — с 30 июля по 23 августа 1942 года.
  - Великолукская операция[3] с 24 ноября 1942 года по 20 января 1943 года
- Битва за Ленинград[3]:
  - Прорыв блокады Ленинграда Операция «Искра»[3] с 12 по 30 января 1943 года.

## Подчинение
- С 10 мая 1942 года по 16 мая 1942 года — в составе Военно-Воздушных Сил Калининского Фронта.
- С 16 мая 1942 года по 28 декабря 1942 года — в составе 3-й воздушной армии Калининского Фронта.
- С 28 декабря 1942 года по 27 февраля 1943 года — в составе 14-й воздушной армии Волховского Фронта.
- С 27 февраля 1943 года по 29 апреля 1943 года — в составе 3-й воздушной армии Калининского Фронта.
- С 29 апреля 1943 года по 1 мая 1943 года — в составе Резерва Верховного Главного Командования.
- С 25 ноября 1942 года по 1 мая 1943 года — в составе 2-го истребительного авиационного корпуса.

## Отличившиеся воины дивизии
Сотни её воинов были награждены орденами и медалями, а 2 из них удостоены звания Героя Советского Союза.
- Обухов Тимофей Петрович, майор, штурман 12-го истребительного авиационного полка Указом Президиума Верховного Совета СССР от 1 мая 1943 года за образцовое выполнение боевых заданий командования на фронте борьбы с немецко-фашистским захватчиками и проявленные при этом мужество и героизм присвоено звание Героя Советского Союза с вручением ордена Ленина и медали «Золотая Звезда» (№ 973).
- Забегайло Иван Игнатьевич, старший лейтенант, командир эскадрильи 1-го гвардейского истребительного авиационного полка Указом Президиума Верховного Совета СССР от 24 мая 1943 года за образцовое выполнение боевых заданий командования на фронте борьбы с немецкими захватчиками и проявленные при этом отвагу и геройство удостоен звания Героя Советского Союза с вручением ордена Ленина и медали «Золотая Звезда» (№ 920).